# 六分儀座63
六分儀座63，又名BD-14 5618，HD 189741、SAO 163195、HR 7649，是六分儀座的一颗恒星，视星等为5.71，位于銀經28.27，銀緯-21.69，其B1900.0坐标为赤經19h 56m 22.5s，赤緯-13° -21.69′ 51″。